# دردلر (فضولی)
دردلر (به لاتین: Dördlər) یک منطقهٔ مسکونی در جمهوری آذربایجان است که در شهرستان فضولی واقع شده‌است.